# Hans Kramer (Geograph)
Hans Kramer (* 24. Juli 1922 in Meuselwitz; † 28. Dezember 1985 in Leipzig) war ein deutscher Ökonom, Geograph und Afrikawissenschaftler.

## Leben
Der Sohn von Walter Kramer (Schriftsetzer) und Martha Kramer geb. Kaiser (Fabrikarbeiterin) studierte von 1947 bis 1949 Wirtschaftswissenschaften und Geographie an der Friedrich-Schiller-Universität Jena und von 1949 bis 1950 an der Humboldt-Universität zu Berlin (1951 Staatsexamen für Geographielehrer der Oberstufe vor Kommission des Staatssekretariats). Nach der Promotion 1962 zum Dr. rer. oec. an der Wirtschaftswissenschaftlichen Fakultät der Karl-Marx-Universität (KMU) bei Heinz Sanke und Horst Kohl, der Habilitation 1967 zum Dr. rer. oec. habil. an der KMU bei Heinz Sanke  und Albrecht Heinze und der Promotion B 1973 war er von 1969 bis 1983 ordentlicher Professor für Ökonomie und Geographie Afrikas.
Zum 1. September 1940 trat er der NSDAP bei (Mitgliedsnummer 7.832.696) und gehörte von 1945 bis 1985 der KPD/SED an.

## Schriften (Auswahl)
- Der Bergbau in Südafrika. Eine ökonomisch-geographische Untersuchung. Gotha 1968, OCLC 905287098.
- Afrika – gegenwärtige Entwicklungsprobleme. Potsdam-Babelsberg 1974, OCLC 250223273.